# The Happy Hippo Family

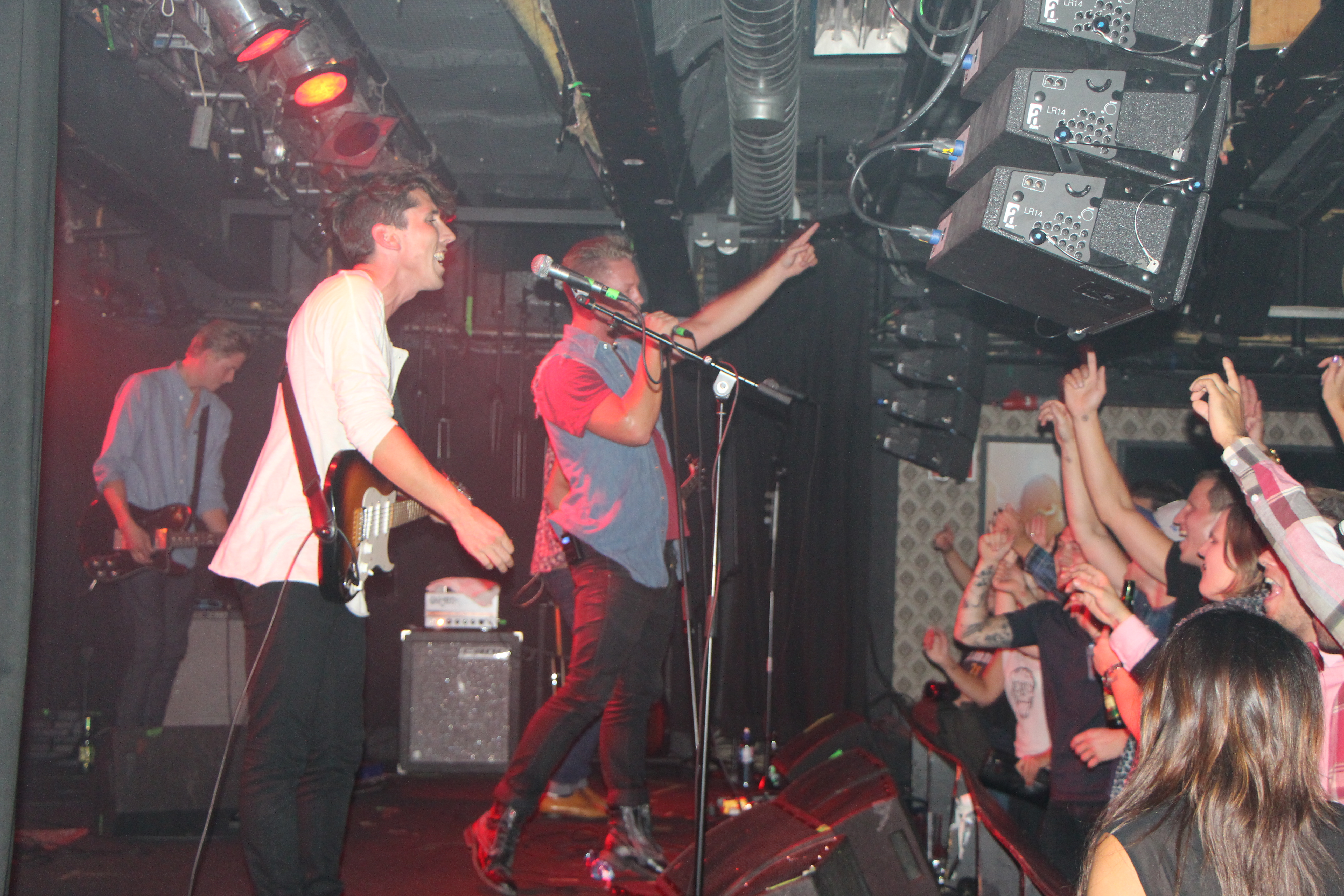
The Happy Hippo Live på Debaser Slussen, Stockholm 2013

The Happy Hippo Family är ett svenskt pop/rockband.
Bandet bildades som ett tjugo personers kollektiv på en bondgård i Persnäs, Öland 2008.
Bandet släppte 2011 debutalbumet Monacoville på skivbolaget Jacqueline Music.. 2012 Släpptes Monacoville på det japanska skivbolaget ThisTime Records. 2013 släpptes bandets andra japanska skiva Cherries & Cheese och bandet spelade på bl.a. Bråvallafestivalen och släppte den egna ölen Summer Serenade i samarbete med Eskilstuna Ölkultur, något som IOGT NTO tog kraftigt avstånd mot. De spelade även in en video på ett pendeltåg med den svenska låten Pendeln, där bandet använde sina iPhones som instrument och var en av de sista artisterna att stå på scen på Debaser Slussen innan klubben stängde igen dörrarna.
2014 vann The Happy Hippo Family Millencolin Music Prize och var samma år det enda svenska bandet som gjorde spelning på MIDEM Festival i Cannes, Frankrike.

## Bandmedlemmar
- Martin Qvarfordt - sång
- Timmy Bjärnebro - bas
- Rickard Andersson - gitarr
- Carl Björsson Viman - gitarr
- Björn Fhager - trummor
- Daniel Fagerudd - Synthesizers

## Diskografi
Album
- 2011 - Monacoville
- 2012 - Monacoville Deluxe Japan Edition
- 2013 - Cherries & Cheese Japan Special Edition

EPs
- 2008 - The Dance! Dance! Dance! EP
- 2011 - Remix Tape

Singlar
- 2009 - Monaco, McGordon & Me
- 2011 - Strange Town
- 2012 - Mustache
- 2012 - Settle For Gold
- 2012 - R U Injured?
- 2013 - Summer Serenade